# Cecil B. DeMille
Cecil Blount DeMille (Ashfield, Massachusetts, 12 de agosto de 1881-Hollywood, California, 21 de enero de 1959), más conocido como Cecil B. DeMille, fue un productor, actor y director de cine estadounidense conocido por sus películas espectaculares tanto mudas como sonoras, muchas de las cuales fueron éxitos en la taquilla. Es reconocido como uno de los padres fundadores del cine estadounidense y el productor - director de mayor éxito comercial en la historia del cine. Sus películas se distinguieron por su escala épica y por su espectacularidad cinematográfica. Sus películas mudas incluyeron dramas sociales, comedias, westerns, farsas, obras morales y representaciones históricas.
Entre su numerosa filmografía destacada están El rey de reyes, Los diez mandamientos, Cleopatra, Sansón y Dalila, El mayor espectáculo del mundo (por la cual ganó el premio Óscar a la mejor película) y la segunda versión de Los diez mandamientos, la séptima película más taquillera de todos los tiempos y la primera de la lista que se basa en la Biblia.
Recibió el Óscar a la mejor película por El mayor espectáculo del mundo (1952), la Palma de Oro (póstumamente) del Festival de Cannes por Unión Pacífico (1939) y fue el primer destinatario del Premio Cecil B. DeMille de los Globos de Oro, que fue nombrado en su honor. La reputación de DeMille tuvo un renacimiento en la década de 2010, y su trabajo ha influido en numerosas otras películas y directores.

## Biografía
Sus padres, Henry Churchill DeMille (1853-1893), episcopaliano, y Matilda Beatrice Samuel (1853-1923), judía de ascendencia alemana, se dedicaban a escribir obras de teatro. Henry murió cuando Cecil tenía doce años y su madre comenzó a mantener el hogar, tras abrir un colegio para señoritas y una compañía de teatro.
Demasiado joven para alistarse en el ejército y participar en la guerra de Estados Unidos contra España, siguió a su hermano William a Nueva York, para estudiar en la Academia de Artes Dramáticas, e hizo su debut teatral en 1900.
Fue durante veinte años actor y mánager de la compañía de su madre. En 1914, decidió fundar la productora Players Lasky, junto con Jesse L. Lasky y Samuel Goldwyn. Esta productora produjo El mestizo, el primer largometraje de Hollywood. Al año siguiente, produjeron The Squaw Man. Produjo y dirigió setenta películas y estuvo muy ligado a muchas más.
La mayoría de sus películas muestran dejes sexuales, ya que siempre sostuvo que los estadounidenses eran curiosos solo con el sexo y el dinero. También mostró interés por la historia, produciendo películas con gran despliegue de medios como Cleopatra (1934) o Los diez mandamientos (1956).
Tuvo una hija biológica, Cecilia DeMille, y tres hijos adoptivos, Katherine, John y Richard. Katherine fue actriz y se casó con el actor Anthony Quinn.
También es muy conocido por sus producciones de filmes épicos y bíblicos, como El rey de reyes (1927) o Los diez mandamientos (1926) y su nueva versión del mismo nombre, Los diez mandamientos (1956). Fue anticomunista.

## Filmografía
| - Los diez mandamientos (1956) - The Greatest Show on Earth (1952) - Sansón y Dalila (1949) - California's Golden Beginning (1948) - Los inconquistables (1947) - The Story of Dr. Wassell (1944) - Reap the Wild Wind (1942) - Policía montada del Canadá (1940) - Unión Pacífico (1939) - The Buccaneer (1938) - The Plainsman (1936) - Las cruzadas (1935) - Cleopatra (1934) - Four Frightened People (1934) - This Day and Age (1933) - The Sign of the Cross (1932) - El prófugo (1931) - Madam Satan (1930) - Dynamite (1929) - The Godless Girl (1929) - Walking Back (1928) - El rey de reyes (1927) - The Volga Boatman (1926) - The Road to Yesterday (1925) - The Golden Bed (1925) - Feet of Clay (1924) - Triumph (1924) - Los diez mandamientos (1923) - Adam's Rib (1923) - Manslaughter (1922) - Saturday Night (1922) - Fool's Paradise (1921) - The Affairs of Anatol (1921) - Forbidden Fruit (1921) - Something to Think About (1920) - Why Change Your Wife? (1920) - Male and Female (1919) - For Better, for Worse (1919) - Don't Change Your Husband (1919) - The Squaw Man (1918) | - Till I Come Back to You (1918) - We Can't Have Everything (1918) - Old Wives for New (1918) - The Whispering Chorus (1918) - The Devil-Stone (1917) - Nan of Music Mountain (1917) - The Woman God Forgot (1917) - The Little American (1917) - A Romance of the Redwoods (1917) - Lost and Won (1917) - Joan the Woman (1917) - The Dream Girl (1916) - Maria Rosa (1916) - The Heart of Nora Flynn (1916) - The Trail of the Lonesome Pine (1916) - The Golden Chance (1915) - Temptation (1915) - The Cheat (1915) - Chimmie Fadden Out West (1915) - Carmen (1915) - Kindling (1915) - Chimmie Fadden (1915) - The Arab (1915) - The Wild Goose Chase (1915) - The Captive (1915) - The Unafraid (1915) - The Warrens of Virginia (1915) - After Five (1915) - The Girl of the Golden West (1915) - The Ghost Breaker (1914) - Rose of the Rancho (1914) - The Man from Home (1914) - What's His Name (1914) - The Virginian (1914) - The Call of the North (1914) - The Man on the Box (1914) (codirector) - The Only Son (1914) - The Master Mind (1914) - Brewster's Millions (1914) - The Squaw Man (1914) - "El Mestizo" (1914) |

## Premios y reconocimientos
Premios Óscar
| Año  | Categoría                            | Película                   | Resultado |
| ---- | ------------------------------------ | -------------------------- | --------- |
| 1950 | Óscar honorífico                     |                            | Ganador   |
| 1953 | mejor director                       | The Greatest Show on Earth | Nominado  |
| 1953 | mejor película                       | The Greatest Show on Earth | Ganador   |
| 1953 | Premio en memoria de Irving Thalberg |                            | Ganador   |
| 1957 | Mejor película                       | Los diez mandamientos      | Nominado  |

Globos de Oro
| Año  | Categoría                  | Película                 | Resultado |
| ---- | -------------------------- | ------------------------ | --------- |
| 1952 | Premio Cecil B. DeMille    | -                        | Ganador   |
| 1953 | The Greatest Show on Earth | mejor película dramática | Ganador   |
| 1953 | The Greatest Show on Earth | mejor director           | Ganador   |

Festival de Cannes
| Año  | Categoría    | Película       | Resultado |
| ---- | ------------ | -------------- | --------- |
| 1939 | Palma de Oro | Unión Pacífico | Ganador   |